# Iglesia del Real Seminario de San Carlos Borromeo (Zaragoza)

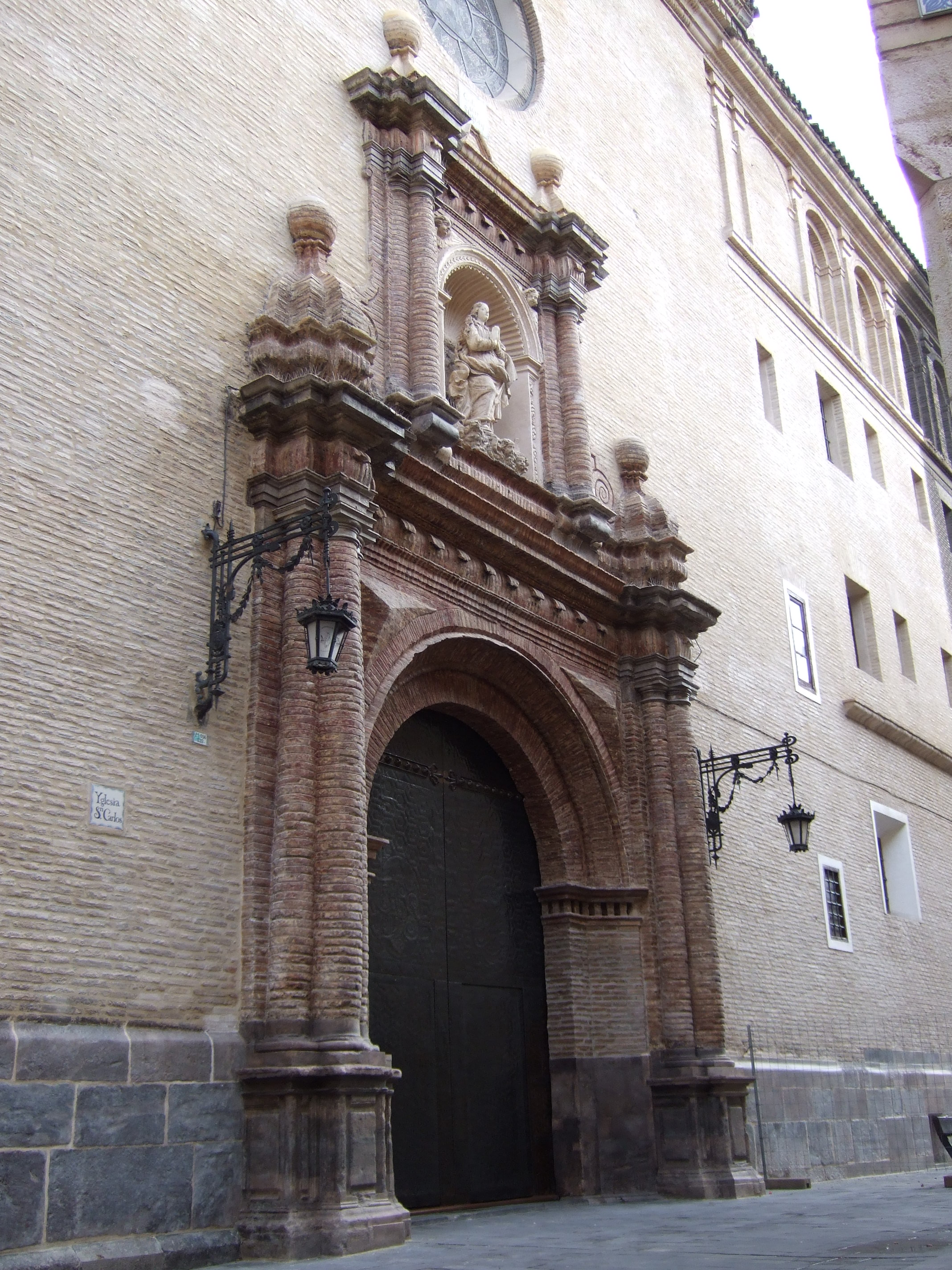
Portada del Seminario de San Carlos.

En el Real Seminario de San Carlos Borromeo de Zaragoza se encuentra una iglesia, cuya fachada de ladrillo fue restaurada en el siglo XVII tras sufrir un incendio, interviniendo probablemente Jaime Busignac y Borbón como maestro de obras.

## Historia
El interior es de nave única con capillas laterales comunicadas por puertas. El techo de la nave es en bóveda de crucería y el perímetro está recorrido por una tribuna desde finales del siglo XVI. La iglesia fue renovada a partir de 1723 por el hermano Lacarre, Pablo Diego Ibáñez, que modifica toda la ornamentación interior, convirtiéndola en la iglesia más suntuosa y espectacular de la ciudad y en modelo para otras iglesias posteriores.
El retablo mayor está dedicado a la Inmaculada, también realizado por el hermano Lacarre. Es un conjunto espectacular de dorados, rojos, verdes, azules y rosas y 18 esculturas a tamaño natural en estilo barroco de transición al rococó. De las esculturas, talladas por los hermanos de la congregación, hay que destacar las que se encuentran sobre peanas, representación de santos y jesuitas aragoneses.
La primera capilla de la derecha, la de San José, es del siglo XVII y fue mandada construir por los duques de Villahermosa como panteón funerario. De fachada e interior muy decorados, conserva 6 cuadros de Vicente Berdusán, pintados en 1693. Esta capilla es la que sirvió de inspiración al hermano Lacarre para redecorar el resto de la iglesia.